# Lada Revolution

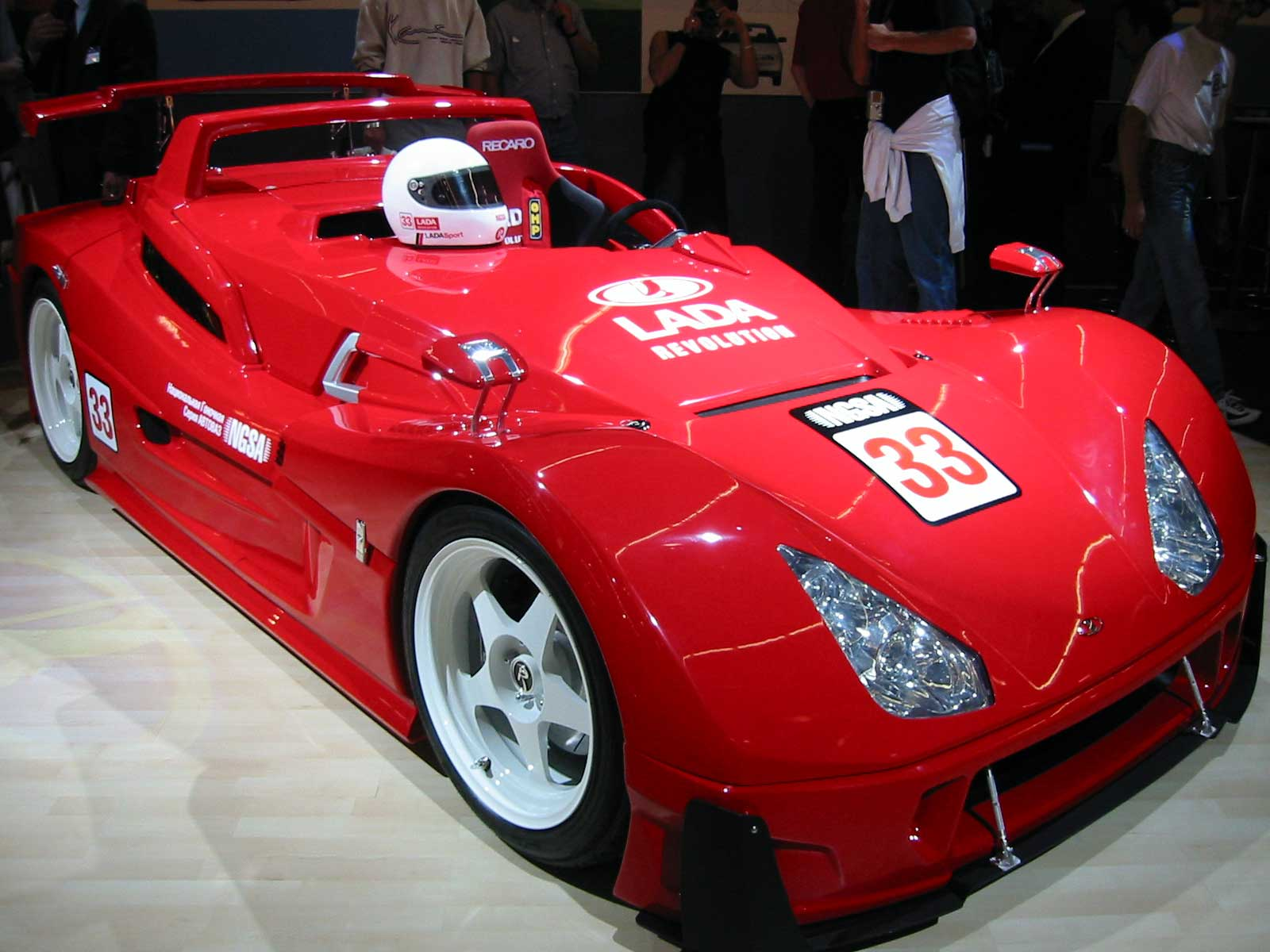
Lada Revolution en 2003.

El Lada Revolution fue un prototipo de automóvil presentado por primera vez en 2003 por el fabricante de automóviles ruso AvtoVAZ (dueño de la marca Lada). Era un automóvil deportivo abierto de un solo pasajero con un motor de 1.6 L que producía 215 hp. Se dijo que podía alcanzar los 0-100 km/h en 6.5 segundos, con una velocidad máxima de 240 km/h.